# Věžový vodojem Bohnice
Věžový vodojem Bohnice stojí v areálu Psychiatrické nemocnice Bohnice v Praze severně od kostela svatého Václava. Spolu s areálem nemocnice je chráněn jako nemovitá kulturní památka České republiky.

## Historie
Věžový vodojem byl postaven podle plánu architekta Václava Roštlapila společně v výstavbou areálu Královského českého zemského ústavu pro choromyslné v Bohnicích (plán 1907, realizace 1909). Nádrže dodala firma Bratři Prášilové a spol. z Prahy. V roce 1972 byla léčebna napojena na veřejný vodovod a z vodojemu se používají pouze expanzní nádrže. Roku 1996 byla opravena jeho fasáda.

### Popis
Zděný věžový vodojem vysoký 42,6 metru je stavebně propojen s rozsáhlou budovou, ve které byla umístěna prádelna, strojovna, ústřední lázně a byty kuchyňského personálu. Sloužil k akumulaci studené užitkové vody čerpané z artéských studní na pravém břehu Vltavy. Pitnou vodu ústav odebíral z vlastních studen, ze kterých ji čerpal do zemního vodojemu ve východní části areálu; odtud se poté rozváděla do stojanů u pavilonů a obytných budov.
Vodojem obsahoval tři ocelové nádrže umístěné nad sebou - nejvyšší měla dno 26 metrů nad okolním terénem, prostřední 17 metrů a spodní 9 metrů. Užitková voda bylo do vodojemu čerpána do nejvýše umístěné nádrže se zavěšeným dnem o průměru přes osm metrů a objemu 290 m³. Nádrž ve střední části měla zavěšené dno a objem 105 m³; zde se voda ohřívala parou z parních strojů na 70 °C a poté rozváděla do jednotlivých objektů léčebny. V nejníže umístěné nádrži s rovným dnem o objemu 56 m³ byla voda s teplotou 35 °C, která se používala pro potřeby lázní. Nádrže na teplou vodu byly opatřeny víkem a mechanismem pro jejich zvedání.